# سکرمنتریان‌ها

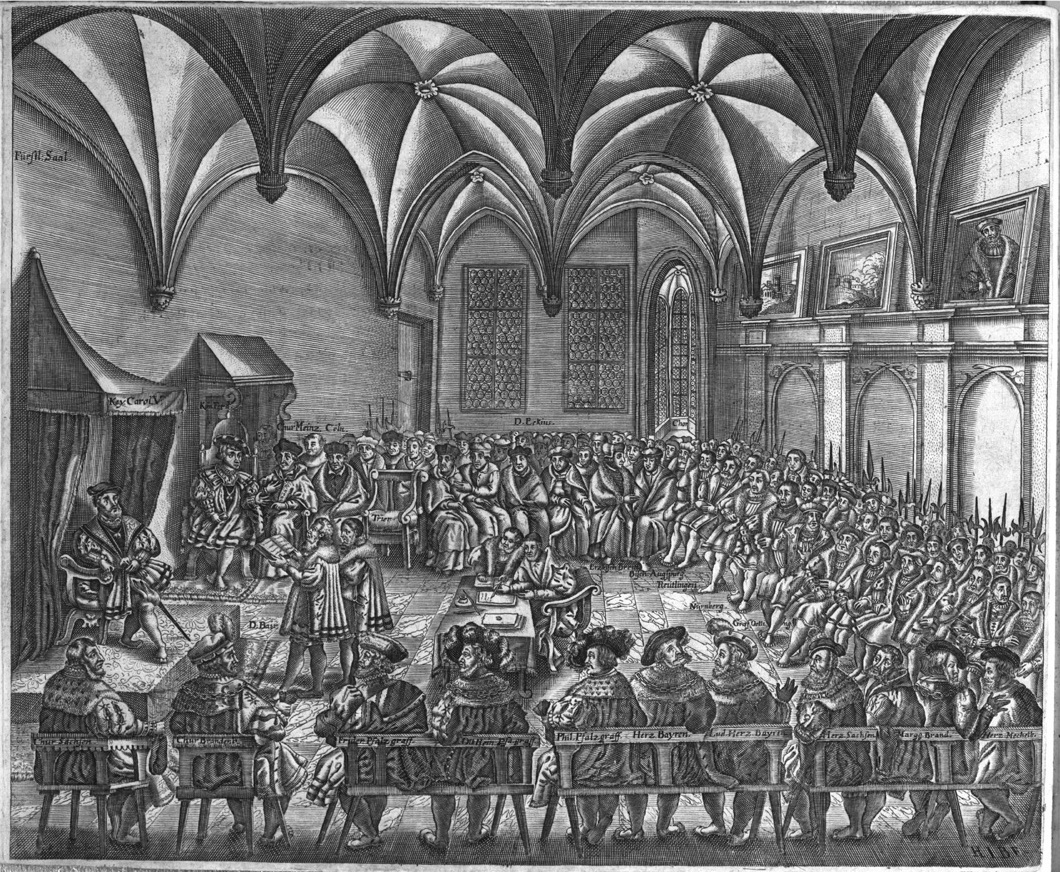
خواندن اعترافات آگوستا توسط امپراتور چارلز پنجم در شورای آوگسبورگ، ۱۵۳۰

سکرمنتریان‌ها (انگلیسی: Sacramentarians) به معنی مذهبیون گروهی از مسیحیان در طول دوره اصلاحات پروتستانی که نه تنها
تبدیل جوهری کلیسای کاتولیک (تبدیل شدن نان و شراب در عشای ربانی به بدن و خون مسیح) را انکار می‌کردند بلکه اعتقاد لوترینها در مورد هم گوهری (نان و شراب عشای ربانی با جسم و خون مسیح هم گوهر است ولی به آن تبدیل نمی‌شود) را نیز به چالش می‌کشیدند.
در طی آخرین سالهای پرتلاطم سلطنت هنری هشتم، جناحی با نفوذ از محافظه کاران مذهبی خود را وقف ریشه کن کردن آنچه در جامعه انگلیسی بدعت می‌دانستند، از جمله انکار حضور فیزیکال عیسی مسیح در مراسم عشای ربانی. پادشاه در سال ۱۵۴۳ از سوزاندن بدعت گذاران دست کشید و در عرض چند سال اختلاف بین گروه‌های مذهبی در جامعه انگلیس منجر به درگیری شدید بین آنها شد و ۱۰ مسیحی تندرو اعدام شدند. زنان بسیار کمتر در میان کسانی بودند که اینچنین محکوم شده بودند. با این حال، آن اسکیو، نویسنده ای از یک خانواده مهم از لینکلن‌شر با روابط خانوادگی با خاندان سلطنتی، در ۱۶ ژوئیه به عنوان بخشی از کارزاری برای تضعیف ملکه کاترین پار، که خود توسط گروه‌های خاصی مظنون به داشتن عقاید بدعتی بود، شکنجه و سوزانده شد.
سکرمنتریان‌ها متشکل از دو گروه بودند:
1. پیروان ولفگانگ کاپیتو، آندریاس کارلشتات و مارتین بوسر، که در شورای آوگسبورگ اعترافات تتراپولیتانا (اعتراف به اعتقاد به اصلاح طلبی لوتری) را از شهرهای استراسبورگ، کنستانتس، لینداو و ممینگن ارائه کردند.
2. پیروان اصلاح طلب سوئیسی اولریش تسوینگلی، از جمله یوهانس اوکولامپادیوس. البته تسوینگلی اعتراف ایمان خود را در شورای آوگسبورگ ارائه کرده بود.

الته دیدگاه اعتقادی دو گروه یکسان بود یعنی پذیرش حضور معنوی مسیح و رد کامل هرگونه حضور فیزیکی یا جسمانی.
چهار شهر پس از چند سال استواری بر عقیده خود، اعتراف آوگسبورگ را پذیرفتند و در بدنه کلی لوتریان ادغام شدند؛ اما موضع تسوینگلی در اعتراف هلوتیک گنجانده شد.
طی قرن ۱۹ و ۲۰، وارونگی اصطلاحات منجر به اطلاق نام "Sacramentarians" به کسانی شده‌است که دیدگاه افراطی نسبت به کارآمدی هفت‌آیین دارند.